# Климовских, Владимир Ефимович
Владимир Ефимович Климовских (27 мая [8 июня] 1885, Коканд, Ферганская область — 22 июля 1941, Коммунарка) — советский военачальник, генерал-майор (1940).

## Биография
Его родители были причислены к мещанскому сословию и были людьми достаточно состоятельными. Благодаря им Владимир получил хорошее домашнее образование, свободно владел французским языком.
На службе в Русской императорской армии с 1913 года. Окончил Алексеевское военное училище в Москве в 1914 году. Участвовал в Первой мировой войне в должности начальника команды конных разведчиков, командира роты и батальона 11-го Сибирского стрелкового полка 3-й Сибирской стрелковой дивизии Северного фронта. Проявил себя отважным офицером, награждён несколькими боевыми орденами, а также трижды повышался в чинах «за отличия». В начале 1918 года капитан Климовских был демобилизован.
С августа 1918 года служил в Красной Армии. Участвовал в Гражданской войне в качестве помощника начальника штаба 5-й армии и начальником оперативного отдела штаба 3-й армии на Восточном фронте, начальником оперативного отдела штаба 16-й армии на Западном фронте. С марта 1919 года временно исполнял должность начальника штаба 27-й стрелковой дивизии, с апреля — начальник штаба 57-й стрелковой дивизии в 16-й армии. С 24 по 27 апреля 1920 года — врид начальника 57-й стрелковой дивизии, затем был начальником штаба Мозырской группы войск. Участвовал в боях против армии адмирала А. В. Колчака и в советско-польской войне.
После Гражданской войны с апреля 1921 года был начальником штаба 5-й Саратовской стрелковой дивизии, а с июля по сентябрь 1922 года временно командовал этой дивизией. С декабря 1923 года — врид начальника штаба 16-го стрелкового корпуса Западного фронта, в январе 1924 утверждён в должности. С мая 1924 — начальник строевого отдела штаба Западного военного округа, с декабря 1924 — помощник начальника управления в штаба ЗапВО. С сентября 1926 — помощник начальника управления штаба Туркестанского военного округа. С октября 1926 года служил в штабе Московского военного округа: начальник 5-го отдела штаба, с марта 1930 начальник отдела военной подготовки гражданских вузов штаба округа, с марта 1931 — начальник 7-го отдела штаба МВО. В это время также без отрыва от службы окончил курсы усовершенствования высшего начсостава при Военной академии РККА им. М. В. Фрунзе, а в 1932 году — основной курс этой академии.
С декабря 1932 по июнь 1936 года находился на преподавательской работе в Военной академии РККА им. М. В. Фрунзе: преподаватель тактики, с апреля 1934 — старший руководитель кафедры общей тактики, с апреля 1935 — начальник курса основного факультета академии. С июля 1936 года служил помощником инспектора в Центральной армейской инспекции РККА.
Окончил Академию Генерального штаба РККА в 1938 году, где учился на ставшем позднее знаменитым «маршальском курсе» (на нём учились 4 будущих Маршалов Советского Союза, 6 генералов армии, 8 генерал-полковников, 1 адмирал). С февраля 1938 года — старший преподаватель Академии Генерального штаба РККА. В 1938 году вступил в ВКП(б). С сентября 1939 года был заместителем начальника штаба, с июля 1940 года — начальником штаба Западного Особого военного округа. В сентябре 1939 года участвовал в походе советских войск в Западную Белоруссию. Хорошо знавший Климовских и служивший под его руководством перед войной и в первые дни войны Л. М. Сандалов отмечал, что он был одним из лучших штабных офицеров РККА, но при этом имел недостатки: слабоволие и безынициативность.
Участник Великой Отечественной войны с 22 июня 1941 года — начальник штаба Западного фронта. В ходе Белостокско-Минского сражения войска фронта потерпели тяжелейшее поражение, при этом штаб фронта утратил управление войсками и связь с ними.
Арестован 8 июля 1941 года. Обвинялся в бездействии, развале управления войсками. На следствии и суде не признал себя виновным в участии антисоветском заговоре, но признал себя виновным в допущенных ошибках при руководстве войсками. Военной коллегией Верховного суда СССР 22 июля 1941 года приговорён к расстрелу. Приговор приведен в исполнение 27 июля 1941 г. Лишён воинского звания и наград.
Определением Военной коллегии Верховного суда СССР от 31 июля 1957 года реабилитирован. Был восстановлен в воинском звании и в правах на награды СССР.

## Воинские звания
- Комбриг (13.12.1935)[8]
- Комдив (22.02.1938)
- Генерал-майор (4.06.1940)[9]

## Награды
Российская империя
- Орден Святого Владимира 4-й степени с мечами и бантом (ВП от 28.05.1915)
- Орден Святой Анны 4-й степени с надписью «За храбрость» (ВП от 28.04.1915)[10]

СССР
- Орден Красного Знамени (22.02.1938)
- Юбилейная медаль «XX лет Рабоче-Крестьянской Красной Армии» (22.02.1938)